# Kal'mius'ke
Kal'mius'ke (in ucraino Кальміуське?) o Kal’miusskoe (in russo Кальмиусское? ), fino al maggio 2016 Komsomol’s’ke (in ucraino Комсомольське?) o Komsomol’skoe (in russo Комсомольское?) è un centro abitato de iure dell'Ucraina, situato nell'oblast' di Donec'k, ma dall'agosto 2014 è de facto parte della Repubblica Popolare di Doneck a sostegno della Russia.